# Доспатски проход
Доспатският проход е сборно название на три планински прохода в Южна България, в Западните Родопи, в Община Батак, област Пазарджик и Община Доспат, област Смолян. Свързва долината на Стара река (десен приток на Марица) на север с долината на река Доспат (ляв приток на Места) на юг. Той е най-дългият планински проход в България – над 50 km.
Проходът започва на 1157 m н.в., югоизточно от язовир Батак, при бензиностанцията на „Петрол“ и се насочва на юг, нагоре по долината на Стара река (десен приток на Марица). Оттук започва първият от трите прохода – Седлова поляна (или Равни мазгал), който преодолява Баташка планина (част от Западните Родопи). След около 9 km, при кантон Картала пътят се изкачва на седловината Седлова поляна на 1669 m н.в. и от там започва спускане към долината на Девинска река (ляв приток на Въча). След около 11 km достига преградната стена на язовир Голям Беглик, на 1528 m н.в., където първият проход завършва.
От тук започва същинският Доспатски проход, който след около 3 km се изкачва на седловината на 1602,5 m и от там слиза до западния бряг на язовир Широка поляна на 1530 m н.в. Дължината на тази отсечка между двата язовира е 7 km.
От язовир Широка поляна започва последния участък на Доспатския проход наречен Камен проход (или Таш боаз), който преодолява Велийшки-Виденишкия дял на Западните Родопи на 1580 m н.в., след което слиза по южния му склон и завършва на 1204 m н.в., на източния бряг на язовир Доспат, северно от град Доспат.
През прохода преминава участък от 50,5 km от второкласния Републикански път II-37 Джурово – Етрополе – Златица – Панагюрище – Пазарджик – Пещера – Батак – Доспат – Барутин (от km 168,4 до km 218,9). Поради важното си транспортно и стратегическо значение пътят през прохода се поддържа целогодишно за преминаване на моторни превозни средства. През 2012 – 2013 г. целият участък е ремонтиран основно с изцяло нова настилка, хоризонтална маркировка и ограничителни системи, а в някои участъци разширен. Пътят е изходен пункт за поддръжката и обслужването на всички съоръжения (язовири, преградни стени, водопроводи, тунели и др.) на Баташката водносилова система и за множеството туристически маршрути в Западните Родопи

## Топографска карта
- Лист от карта K-35-73. Мащаб: 1 : 100 000.